# Temporada 2022 del ESBK
| Parrilla 2022              | Parrilla 2022 | Parrilla 2022 | Parrilla 2022             | Parrilla 2022 | Parrilla 2022 | Parrilla 2022 |
| Equipo                     | Constructor   | No.           | Piloto                    | Categoría     | Rondas        |               |
| -------------------------- | ------------- | ------------- | ------------------------- | ------------- | ------------- | ------------- |
| Team Honda Laglisse        | Honda         | 4             | Javier Artime             | ST            | 1-3           |               |
| Team Honda Laglisse        | Honda         | 7             | Maximilian Scheib         |               | 1-3           |               |
| Team Honda Laglisse        | Honda         | 51            | Eric Granado              |               | 1-2           |               |
| Team Honda Laglisse        | Honda         | 53            | Tito Rabat                |               | 1-3           |               |
| Arco Motor University Team | BMW           | 5             | Alberto Serrano           | ST            | 1-2           |               |
| Alma Racing Team           | Yamaha        | 6             | Jordi Esteve              | ST            | 2-3           |               |
| Alma Racing Team           | Yamaha        | 26            | Daniel Sáez               | ST            | 1-3           |               |
| Msoluciona Racing Team     | Yamaha        | 9             | Francisco Javier Quintana | ST            | 1             |               |
| MDR ferQUEST-UNIOR         | Yamaha        | 10            | Miguel Cortés             | ST            | 1-2           |               |
| MDR ferQUEST-UNIOR         | Yamaha        | 23            | José Antonio Jiménez      | ST            | 2             |               |
| Cardoso Racing             | Yamaha        | 12            | Borja Gómez               |               | 1-3           |               |
| Team Sensetec TRT          | BMW           | 13            | Ville Valtonen            | ST            | 1-3           |               |
| LCR Superbike              | Yamaha        | 21            | Julien Leyninger          | ST            | 2             |               |
| LCR Superbike              | Yamaha        | 73            | Florent Verchere          | ST            | 2             |               |
| Team Racing Andifer        | Yamaha        | 24            | José Antonio Díez Arriola | ST            | 1             |               |
| Team Racing Andifer        | Yamaha        | 41            | Daniel Ropero             | ST            | 1             |               |
| Napoteam                   | Yamaha        | 25            | Guillaume Napoleone       | ST            | 2             |               |
| Napoteam                   | Yamaha        | 77            | Loic Napoleone            | ST            | 2             |               |
| Kawasaki Palmeto Racing    | Kawasaki      | 29            | Juan José Núñez           | ST            | 1-3           |               |
| Kawasaki Palmeto Racing    | Kawasaki      | 40            | Román Ramos               |               | 1-3           |               |
| IUM Motorsport             | Yamaha        | 31            | Dino Iozzo                | ST            | 1-3           |               |
| Pequeno Motos Racing Team  | Yamaha        | 32            | Fernando Soares           | ST            | 3             |               |
| Pequeno Motos Racing Team  | Yamaha        | 34            | Tiago Cleto               | ST            | 3             |               |
| Energy 21                  | BMW           | 33            | Eduardo Montero           | ST            | 2-3           |               |
| Yamaha GV Stratos          | Yamaha        | 35            | Raúl Navarro              | ST            | 2             |               |
| Yamaha GV Stratos          | Yamaha        | 66            | Philippe Le Gallo         |               | 2-3           |               |
| BMW EasyRace Team          | BMW           | 37            | Ilya Mikhalchyk           |               | 1-3           |               |
| BMW EasyRace Team          | BMW           | 75            | Ivo Lopes                 |               | 1-3           |               |
| BMW EasyRace Team          | BMW           | 92            | Julio Domínguez           | ST            | 1-3           |               |
| Frammenti Racing Team      | Yamaha        | 38            | Victor Barros             |               | 3             |               |
| SP57 Racing Team           | Yamaha        | 43            | Simon Jespersen           |               | 3             |               |
| SP57 Racing Team           | Yamaha        | 44            | Steven Odendaal           |               | 1-2           |               |
| SP57 Racing Team           | Yamaha        | 61            | Daniel González           | ST            | 3             |               |
| SP57 Racing Team           | Yamaha        | 66            | Philippe Le Gallo         |               | 1             |               |
| New2 Project               | Yamaha        | 44            | Steven Odendaal           |               | 3             |               |
|                            | Yamaha        | 46            | Tiago Morgado             | ST            | 3             |               |
| Toll Racing Team           | Honda         | 49            | Raül Torras               |               | 1             |               |
| Team Speed Racing          | Kawasaki      | 55            | Alejandro Medina          |               | 1-3           |               |
| Team Speed Racing          | Kawasaki      | 57            | Christian Palomares       |               | 2-3           |               |
| RL58 Racing School         | Yamaha        | 58            | Ricardo Lopes             |               | 3             |               |
| Team MRS                   | Kawasaki      | 74            | Ludovic Cauchi            | ST            | 2             |               |
| JF76 Racing                |               | 76            | Jacque Foley              | ST            | 1-3           |               |
| Optimark Road Racing Team  | Yamaha        | 82            | Xavier Denis              | ST            | 1             |               |
| Poulsen Racing             | Yamaha        | 93            | Mathias Poulsen           | ST            | 1-3           |               |
| Tanjamoto                  | Yamaha        | 91            | Andre Gonçalves           | ST            | 3             |               |
| JEG Racing                 | Honda         | 94            | Naomichi Uramoto          |               | 1-3           |               |
| Andotrans Team Torrentó    | Yamaha        | 99            | Óscar Gutiérrez           |               | 1-3           |               |

| Piloto titular          |        |    |                  |    |     |
| Piloto invitado         |        |    |                  |    |     |
| Piloto de reemplazo     |        |    |                  |    |     |
| ST Superstock 1000      |        |    |                  |    |     |
| Tanjamoto               | Yamaha | 91 | Andre Gonçalves  | ST | 3   |
| JEG Racing              | Honda  | 94 | Naomichi Uramoto |    | 1-3 |
| Andotrans Team Torrentó | Yamaha | 99 | Óscar Gutiérrez  |    | 1-3 |

| Leyenda             |
| ------------------- |
| Piloto titular      |
| Piloto invitado     |
| Piloto de reemplazo |
| ST Superstock 1000  |

## Calendario
La Real Federación Motociclista Española publicó el calendario provisional para 2022, el cual estará conformado por siete rondas, todas ellas dobles.
| Ronda | Fecha       | Gran Premio | Circuito                                              |
| ----- | ----------- | ----------- | ----------------------------------------------------- |
| 1     | 2 de abril  | Jerez I     | Circuito de Jerez – Ángel Nieto, Jerez de la Frontera |
| 2     | 3 de abril  | Jerez I     | Circuito de Jerez – Ángel Nieto, Jerez de la Frontera |
| 3     | 23 de abril | Valencia    | Circuito Ricardo Tormo, Cheste                        |
| 4     | 24 de abril | Valencia    | Circuito Ricardo Tormo, Cheste                        |
| 5     | 14 de mayo  | Estoril     | Circuito de Estoril, Estoril                          |

## Resultados y Clasificación

### Campeonato de Pilotos
Sistema de puntuación
Los puntos se reparten entre los quince primeros clasificados en acabar la carrera. 
Sistema de puntuación de 1993 hasta 2022:
| Posición | 1.º | 2.º | 3.º | 4.º | 5.º | 6.º | 7.º | 8.º | 9.º | 10.º | 11.º | 12.º | 13.º | 14.º | 15.º |
| Puntos   | 25  | 20  | 16  | 13  | 11  | 10  | 9   | 8   | 7   | 6    | 5    | 4    | 3    | 2    | 1    |

| Pos. | Piloto           | Jerez I | Jerez I | Valencia | Valencia | Estoril | Estoril | Pts |
| ---- | ---------------- | ------- | ------- | -------- | -------- | ------- | ------- | --- |
| 1    | Tito Rabat       | 2       | 3       | 1        | 1        | 4       | 2       | 119 |
| 2    | Óscar Gutiérrez  | 1       | 1       | 3        | Ret      | 2       | 3       | 102 |
| 3    | Ilya Mikhalchyk  | 4       | 5       | 5        | 5        | 1       | 1       | 96  |
| 4    | Vanja Nenezic    | 3       | 2       | 8        | 4        | 6       | 9       | 74  |
| 5    | Naomichi Uramoto | 6       | 6       | 9        | 6        | 5       | 5       | 59  |
| 6    | Román Ramos      | 7       | 7       | 4        | 3        | Ret     | 10      | 53  |
| Pos. | Piloto           | Jerez I | Jerez I | Valencia | Valencia | Estoril | Estoril | Pts |

| Color     | Resultado                                                               |
| --------- | ----------------------------------------------------------------------- |
| Oro       | Ganador                                                                 |
| Plata     | 2.ª plaza                                                               |
| Bronce    | 3.ª plaza                                                               |
| Verde     | Finalizó en los puntos                                                  |
| Azul      | Finalizó sin puntos                                                     |
| Azul      | NC - No clasificado                                                     |
| Violeta   | Ret - No terminó (Carrera)                                              |
| Rojo      | DNQ - No se clasificó                                                   |
| Negro     | DSQ - Descalificado                                                     |
| Blanco    | DNS - No empezó (carrera)                                               |
| Blanco    | WD - Retirado (fin de semana)                                           |
| Blanco    | C - Carrera cancelada                                                   |
| Sin color | DNP - Inscrito pero no participó                                        |
| Sin color | INJ - Lesionado                                                         |
| Sin color | EX - Excluido                                                           |
| Estado    | Resultado                                                               |
| Negrita   | Pole position                                                           |
| Cursiva   | Vuelta rápida                                                           |
| †         | Abandona, pero clasifica al completar el porcentaje requerido para ello |